# Сигишоара
Сигишоара (на румънски: Sighişoara; на немски: Schäßburg; на унгарски: Segesvár; на латински: Saxoburgum) e град, разположен в окръг Муреш, Трансилвания, Румъния. Населението му е 32 287 жители (2002 г.).

## Исторически данни
За първи път населеното място е упоменато писмено през 1280 г. с името Castrum Sex. През 1298 г. е документирано немското наименование Schespurch (по-късно „Schäßburg“). През 1337 г. е отбелязана унгарската форма на името му – Seguzwar. През 1367 г. градът е наречен в документ „civitas“ (град), Civitas de Segusvar. Румънското име на града „Sighişoara“ се среща документирано за първи път през 1435 г., като произхожда от унгарското „Segesvár“ („град Шегеш“).
Тук е роден Влад III (* 1431; † 1476 г.), княз на Влашко, известен още като Дракула.
В периода между двете Световни войни Сигишоара е административен център на тогавашния окръг „Търнава Маре“.

## Демография
През 1930 г. населението на града е било 13 033 жители, от които 5236 немци, 4366 румънци, 2896 унгарци, 356 цигани, 146 евреи и др.

## Туризъм
Средновековният град Сигишоара (Четатя Сигишоара) е в списъка на паметниците на световното историческо наследство на ЮНЕСКО.

## Побратимени градове
- Чита ди Кастело, Италия

## Топографски карти
- Лист от карта L-35-XIII. Мащаб: 1 : 200 000. Указать дату выпуска/состояния местности.Замените карточку на строку {{карта-ГЩ-СССР|L-35-XIII}} Адресът на картата вече се съдържа в базата данни на шаблона.

## Вебкамери
- Изглед към крепостта Архив на оригинала от 2006-01-17 в Wayback Machine.
- Изглед към банка „Трансилвания“ Архив на оригинала от 2006-06-19 в Wayback Machine.